# 克瓦爾火山

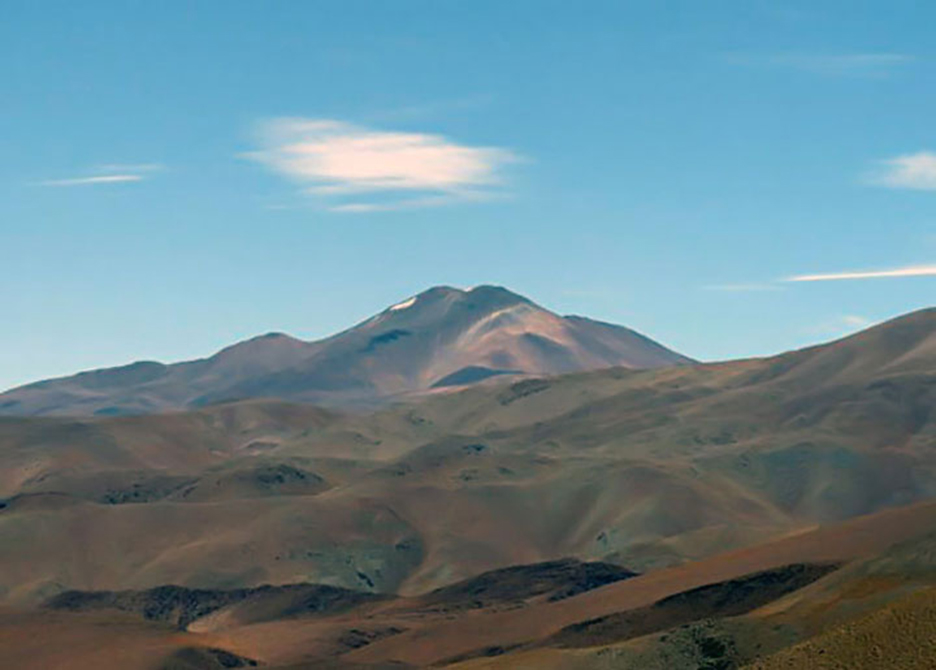

克瓦爾火山（西班牙語：Volcán Quehuar），是阿根廷的火山，位於該國西北部薩爾塔省，屬於安第斯山脈的一部分，海拔高度6,130米，該火山大部分時間被冰雪覆蓋。